# Горбачёв, Эдуард Юрьевич
Эдуа́рд Ю́рьевич Горбачёв (род. 18 марта 1969, Пенза) — советский и российский хоккеист, тренер, чемпион МХЛ, обладатель кубка МХЛ, обладатель Кубка Европы и Суперкубка Европы.  

## Карьера
Эдуард Горбачев родился в Пензе 18 марта 1969 года, а в следующем его родители переехали в Тольятти. Отец – тренер по велоспорту. 
В Тольятти начал заниматься хоккеем и достаточно быстро добился заметных успехов на детско-юношеском уровне. Регулярно признавался лучшим нападающим внутренних турниров и вызывался в сборные СССР разных возрастов. 
В 15 лет впервые сыграл на профессиональном хоккее. В сезоне 1986/1987 молодой нападающий провел за тольяттинское «Торпедо» 53 матча в Первой лиге чемпионата СССР и набрал 9 (6+3) очков, а его команда пробилась в переходный турнир с представителями Высшей лиги, но финишировала там на последнем, восьмом месте. 
Два следующих года хоккеист также провел в Первой лиге, в основном выступая за новосибирский СКА – в качестве службы в армии. В декабре 1988 года в последний момент не попал в заявку молодежной сборной СССР на чемпионат мира в Анкоридже, США, где команда Роберта Черенкова с будущими звездами НХЛ Павлом Бурев, Сергеем Федоровым, Александром Могильным и Сергеем Зубовым в составе выиграла золотые медали. 
В сезоне 1989/1990 перешел из новосибирского СКА в ярославское «Торпедо», которое возглавлял Сергей Николаев, и дебютировал на высшем уровне. В 17 матчах чемпионата страны набрал 2 (1+1) очка. «Торпедо» завершило сезон на седьмом месте. 
В следующем сезоне «Торпедо» повторило командный результат, а игрок значительно улучшил собственные показатели, набрав 18 (11+7) очков в 45 матчах. 
В тот же период летал в Северную Америку, где общался с представителями клубов Национальной хоккейной лиги и побывал на драфте юниоров, но так и не был выбран ни в одном из раундов. 
По ходу сезона 1991/1992 вернулся домой в Тольятти и помог делающей первые шаги на новом уровне «Ладе» сохранить место в Высшей лиге.  
Четыре следующих сезона также провел в «Ладе», где стал важной частью сильнейшей команды Геннадия Цыгурова 
Весной 1993 года «Лада» впервые в своей истории дошла до финала плей-офф, где уступила московскому «Динамо» в трех матчах (0-3). А год спустя – выиграла регулярный чемпионат и свой первый титул, а затем завоевала и Кубок МХЛ. Эдуард Горбачев стал лучшим бомбардиром своей команды, набрав 46 (22+24) очков в 49 матчах сезона. Этот результат остался для него лучшим в карьере в топ-лигах. 
В том же год нападающий со сборной России принял участие в чемпионате мира, который прошел в Милане, Италия. Команда Бориса Михайлов и Игоря Тузика одержала четыре победы в пяти матчах групповой стадии, уступив лишь Канаде (1:3), но в четвертьфинале проиграла США (1:3). Горбачев сыграл на турнире в трех матчах и забросил одну шайбу. 
Сезон 1994/1995 принес «Ладе» и нападающему еще две серебряные медали. Команда, ставшая грандом российского хоккея того времени, вновь вышла в финал плей-офф чемпионата страны, где вновь встретилась с московским «Динамо». На этот раз трофей взяли столичные хоккеисты, выиграв серию до трех побед в пяти матчах. А на международной арене состоялся дебют «Лады» в Кубке Европы, переименованном Кубке чемпионов. Тольяттинцы дошли до финала, где проиграли финскому «Йокериту» (2:4). 
Сезон 1995/1996 принес клубу новый чемпионский титул. Горбачев набрал 34 (17+17) очков в 47 матчах.  
Следующий сезон игрок провел в клубе «Slezan» из Опавы, где его партнерами были в том числе Валерий Белов, Денис Цыгуров и Владимир Потапов.  
Год спустя состоялось новое возвращение в «Ладу», с которой Горбачев проиграл в Суперкубке Европы.
В 1998 году нападающий переехал в Москву, где играл за «Крылья Советов» и ХК ЦСКА Виктора Тихонова. Следующий сезон провел в череповецкой «Северстали» Сергея Михалева, с которым был хорошо знаком по совместной работе в Тольятти (Михалев девять лет был помощником Геннадия Цыгурова в «Ладе»). Вместе с «Северсталью» дошел до четвертьфинала плей-офф, в котором команда проиграла серию до трех побед «Ак Барсу» (2-3). Этот сезон стал для Горбачева последним на высшем уровне.  
С сезона 2001/2002 хоккеист выступал в Высшей лиге, второй по силе в России, за «Крылья Советов», тюменский «Газовик» и «Южный Урал» Орск. В «Южном Урале» стал играющим тренером, а в сезоне 2004/2005, приняв участие только в восьми матчах, завершил карьеру игрока и сразу начал тренерскую – в школе «Лады» в Тольятти. 
Однако год спустя принял приглашение новополоцкого «Химик», с которым победил в чемпионате Беларуси. После сезона 2006/2007 окончательно завершил карьеру игрока. 
Снова вернулся домой в Тольятти и клубную систему «Лады». Работал тренером с командами разных возрастов в школе «Лады», а также тренером и главным тренером команды Молодежной хоккейной лиги «Ладья». В 2015 году переехал в Казань, где на протяжении семи лет работал в системе «Ак Барса», одной из лучших хоккейных организаций России – тренером детско-юношеской школы клуба, затем – команды Молодежной хоккейной лиги «Ирбис» и, наконец, команды Высшей хоккейной лиги «Барс». 
В Казани к тренеру пришли первые успехи. С командой клубной школы 2002 года рождения он выиграл регулярный чемпионат и серебряные медали в российском финале 2015 года. 
Тренерская работа Эдуарда Горбачева открыла для хоккея такие имена как Сергей Андронов, Игорь Григоренко, Константин Майоров, Егор Савиков, Дмитрий Костенко, Евгений Кетов и Максим Быков.

## Достижения
Достижения игрока
- Чемпион России (1994, 1996)
- Обладатель Кубка МХЛ (1994)
- Серебряный призер чемпионата России/финалист Кубка МХЛ (1993, 1995)
- Чемпион Беларуси (2006)
- Серебряный призёр Кубка Европы (1995)
- Серебряный призер Суперкубка Европы (1997)
- Участник чемпионата мира 1994 в Италии

Звания
- Мастер спорта международного класса (1996)
- Высшая тренерская категория ФХР (2021)